# Bruno Clément
Pour le personnage de fiction, voir Les Particules élémentaires.
Bruno Clément est un professeur des universités à l'Université Paris-VIII et ancien président du Collège international de philosophie de 2004 à 2007. Il enseigne la littérature et est notamment spécialiste des liens entre philosophie et littérature et du théâtre de Samuel Beckett (Samuel Beckett, ADPF, 2006 ; L'œuvre sans qualités : Rhétorique de Beckett, Seuil, 1989). Il a obtenu une délégation en 2009-2010 au CNRS.
Il a travaillé aussi sur Jacques Derrida et Emmanuel Levinas.

## Publications
- L'Œuvre sans qualités : Rhétorique de Samuel Beckett, Paris, Éditions du Seuil, « Poétique », 1994.
- Le lecteur et son modèle : Voltaire, Pascal - Hugo, Shakespeare - Sartre, Flaubert, Paris, Presses Universitaires de France, 1999.
- L'invention du commentaire : Augustin, Jacques Derrida, Paris, Presses Universitaires de France, 2000.
- avec Marc Escola (dir.), Le Malentendu : Généalogie du geste herméneutique, Presses Universitaires de Vincennes, 2003.
- Le discours de la méthode, Paris, Editions du Seuil, « Poétique », 2005.
- avec Danielle Cohen-Levinas, Emmanuel Levinas et les territoires de la pensée, Paris, Presses Universitaires de France, « Épiméthée », 2007.
- La voix verticale, Paris, Editions Belin, « L'extrême contemporain », 2012.
- Beckett, Saint-Denis, Presses Universitaires de Vincennes, « libre cours », 2018.
- Henri Bergson, Prix Nobel de littérature, Lagrasse, Verdier, « Philosophie », 2021.